# 二海郡
二海郡（日语：／ Futami gun */?）為日本北海道渡島綜合振興局的郡，位於渡島綜合振興局北部。
2005年10月1日，渡島支廳山越郡八雲町和檜山支廳爾志郡熊石町合併為新的八雲町，並設立新的郡管轄之，由於同時面向內浦灣和日本海，因此命名為「二海」。
日本的市町村中只有八雲町同時擁有太平洋和日本海的海岸，縣則有青森縣和兵庫縣同時擁有兩側海岸。

## 轄區
轄區包含1町：
- 八雲町

## 沿革
- 2005年10月1日：檜山支廳爾志郡熊石町與渡島支廳山越郡八雲町合併為新的八雲町，同時成立新的二海郡，隸屬渡島支廳之管轄。[1]（1町）